# Viadotto del Mala Rijeka
Il viadotto del Mala Rijeka è un viadotto della ferrovia Belgrado-Antivari, situato in territorio montenegrino.
Completato nel 1973 e lungo 498,8 m, è il più alto viadotto ferroviario d'Europa grazie ai suoi 198 m di altezza sulla gola scavata dal fiume Mala Rijeka.